# Zwei mal Zwei
Zwei mal Zwei (Originaltitel: Big Business) ist eine US-amerikanische Filmkomödie von Jim Abrahams aus dem Jahr 1988.

## Handlung
In den 1940er Jahren wurden in einem Werkskrankenhaus in Jupiter Hollow zwei Zwillingspaare geboren. Das eine Paar entstammt einer ortsansässigen bäuerlichen, das andere einer reichen städtischen Unternehmerfamilie, die sich auf der Durchfahrt befand, als die Wehen einsetzten. Um im Krankenhaus aufgenommen zu werden, hatte der Geschäftsmann die dazugehörige Möbelfabrik kurzerhand aufgekauft. Eine kurzsichtige Krankenschwester vertauscht zwei Kinder so, dass biologisch nicht verwandte Mädchen zusammen aufwachsen. Beide von Bette Midler gespielten Figuren tragen den Namen Sadie, und beide von Lily Tomlin gespielten heißen Rose. In beiden Schwesterbeziehungen ist die jeweilige Schwester, die bei ihren biologischen Eltern aufwächst, die dominantere – also Sadie in der Stadt und Rose auf dem Land.
In den 1980er Jahren wollen die reichen Schwestern, die noch immer die Fabrik in Jupiter Hollow besitzen, dieses Werk schließen. Die in ärmlichen Verhältnissen aufgewachsenen Schwestern reisen nach New York City, um dies zu verhindern. Die beiden Paare treffen sich im New Yorker Hotel The Plaza, wo eine Tagung stattfindet. Ohne von der Existenz ihrer wahren Schwestern zu ahnen, kommt es zu vielen Verwechslungen. Dementsprechend ist die Überraschung groß, als sie aufeinandertreffen. Bei der folgenden Auseinandersetzung schlägt sich die Rose aus der Stadt sofort auf die Seite von Jupiter Hollow, während die Sadie vom Land schwankt. Schließlich stellt sie sich doch gegen ihre wahre Schwester und für die Erhaltung des Werks. Um die Schließung zu verhindern, wird die Sadie aus der Stadt überwältigt, und ihre Schwester nimmt ihren Platz auf der Tagung ein. Dank ihrer Leidenschaft für die Alexis aus der Serie Der Denver-Clan kann sie die neue Rolle durchhalten und das Werk am Ende retten.

## Kritiken
Roger Ebert schrieb in der Chicago Sun-Times vom 10. Juni 1988, die Idee hätte eigentlich einen witzigen Film ergeben sollen, stattdessen sei das Endergebnis eine Aneinanderreihung von endlosen, langweiligen Beinahe-Begegnungen der Zwillinge im Plaza Hotel. Das Drehbuch sei das fundamentale Problem des Films. Geradezu schockierend enttäuschend sei, dass das Aufeinandertreffen der Zwillinge verschenkt sei. Schlimmer als ein schleppender, langweiliger dramaturgischer Aufbau sei einer, auf den keine Pointe folge.

„Enttäuschende Verwechslungskomödie, die weder von der Idee noch der Inszenierung her überzeugt; das komödiantische Vermögen der beiden Hauptdarstellerinnen wird nur begrenzt gefordert.“

„Furiose Komödie um zwei vertauschte Zwillingspärchen, die ihresgleichen sucht. Bette Midler (“Die unglaubliche Entführung der verrückten Mrs. Stone”) und Lily Tomlin (“Solo für zwei”) zeigen sich in Bestform […]. Optisch brilliant und zum Schießen komisch.“

„herrlich überdrehten Verwechslungskomödie […] Fazit: Dieses Damen-Doppel ist nicht zu fassen.“

## Auszeichnungen
Bette Midler gewann im Jahr 1989 den American Comedy Award.

## Hintergrund
Der Film wurde in New York City, in Kalifornien, in Kentucky, in Ohio und in Tennessee gedreht. Er spielte in den Kinos der USA ca. 40,15 Millionen US-Dollar ein.